# Spathodus marlieri
Spathodus marlieri är en fiskart som beskrevs av Poll, 1950. Spathodus marlieri ingår i släktet Spathodus och familjen Cichlidae. IUCN kategoriserar arten globalt som livskraftig. Inga underarter finns listade i Catalogue of Life.